# Filippo Acciaiuoli (poeta)

Stemma degli Acciaiuoli

Filippo Acciaiuoli (Roma, 1637 – Roma, 8 febbraio 1700) è stato un poeta e librettista italiano, discendente della famiglia fiorentina degli Acciaiuoli.

## Biografia
Era figlio di Ottaviano (1664-1735)  e di Marianna Torriglioni di Ancona.
In gioventù fu cavaliere gerosolimitano dal 1657 al 1667 e viaggiò molto, soprattutto a bordo di navi, per l'Europa, l'Asia, l'Africa e forse anche l'America.
Nel 1671 l'opera Il novello Giasone e Scipione Africano ebbero la prima assoluta al Teatro Tordinona di Roma e nel 1673 Caligula delirante al Teatro San Bartolomeo di Napoli.
Nonostante spostamenti regolari tra Firenze e Venezia, si stabilì per lo più a Roma, dove fu il creatore di un celebre teatro di burattini (1680 circa), per il quale scrisse vari testi. Il suo teatro di Capranica si distinse per le singolari trovate e le macchine teatrali ingegnose.
Tipica, vivace figura di quel periodo, frequentò il salotto dell'Arcadia di Cristina di Svezia e per tutta la vita si dilettò delle più varie attività.

## Opere

### Libretti d'opera
- Damira placata,[1] scritto con Aurelio Aureli, musica di Marc'Antonio Ziani (Venezia, 1680);
- Il Girello,[1] (prima rappresentazione a Roma nel 1668, pubblicato a Modena nel 1675 e ristampato a Venezia nel 1682), una commedia burlesca musicata da Jacopo Melani;
- L'empio punito,[2] (rappresentato per la prima volta a Roma durante il carnevale del 1669 e pubblicato lo stesso anno), dramma musicato da Alessandro Melani, tra le prime apparizioni del personaggio  Don Giovanni Tenorio nel melodramma.

### Libretti per il Teatro dei Burattini
- La noce di Benevento o sia il consiglio delle streghe;[1]
- Campi Elisi.[1]